# 新方川

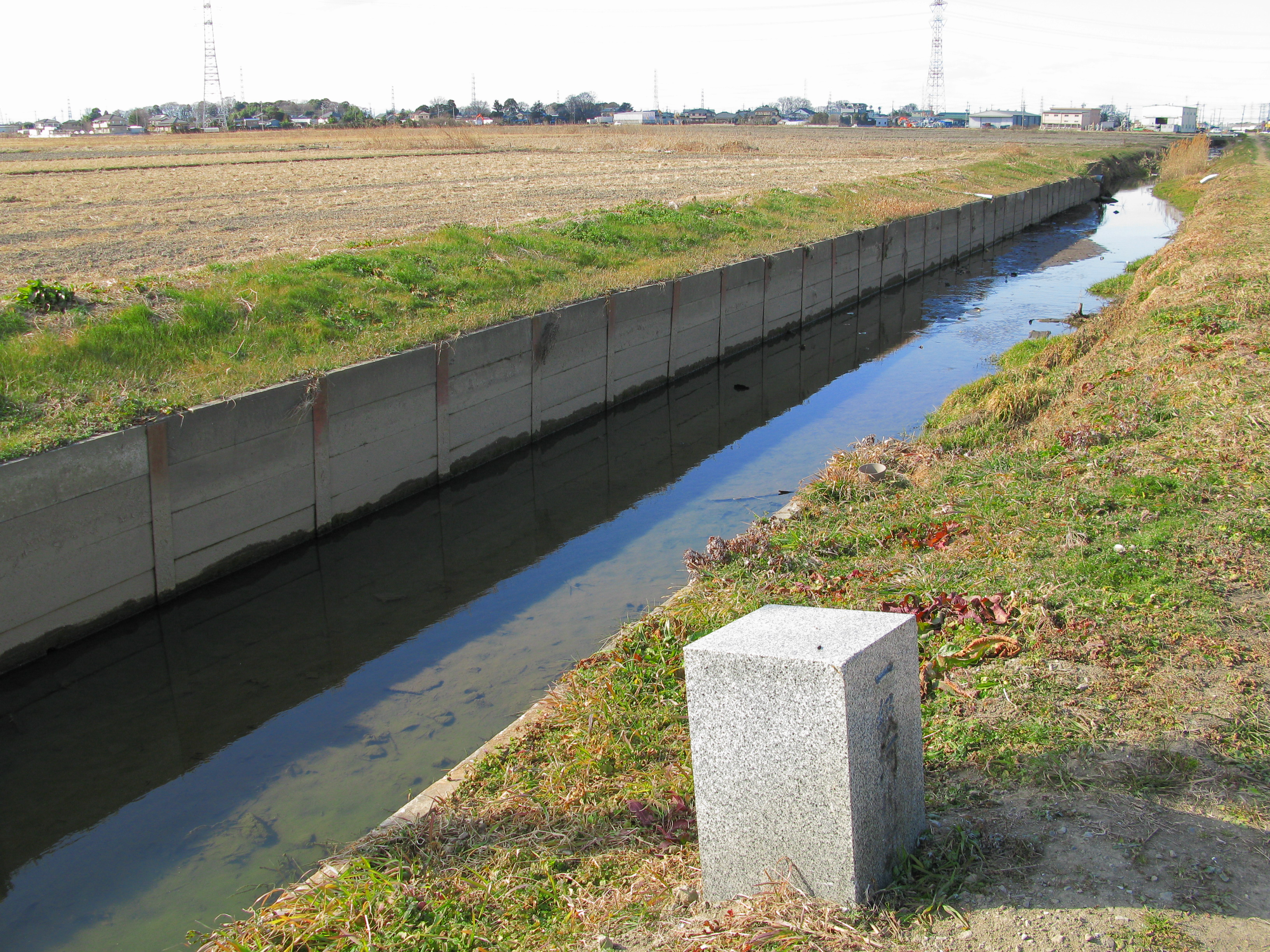
新方川起点の碑（さいたま市岩槻区大字大戸）

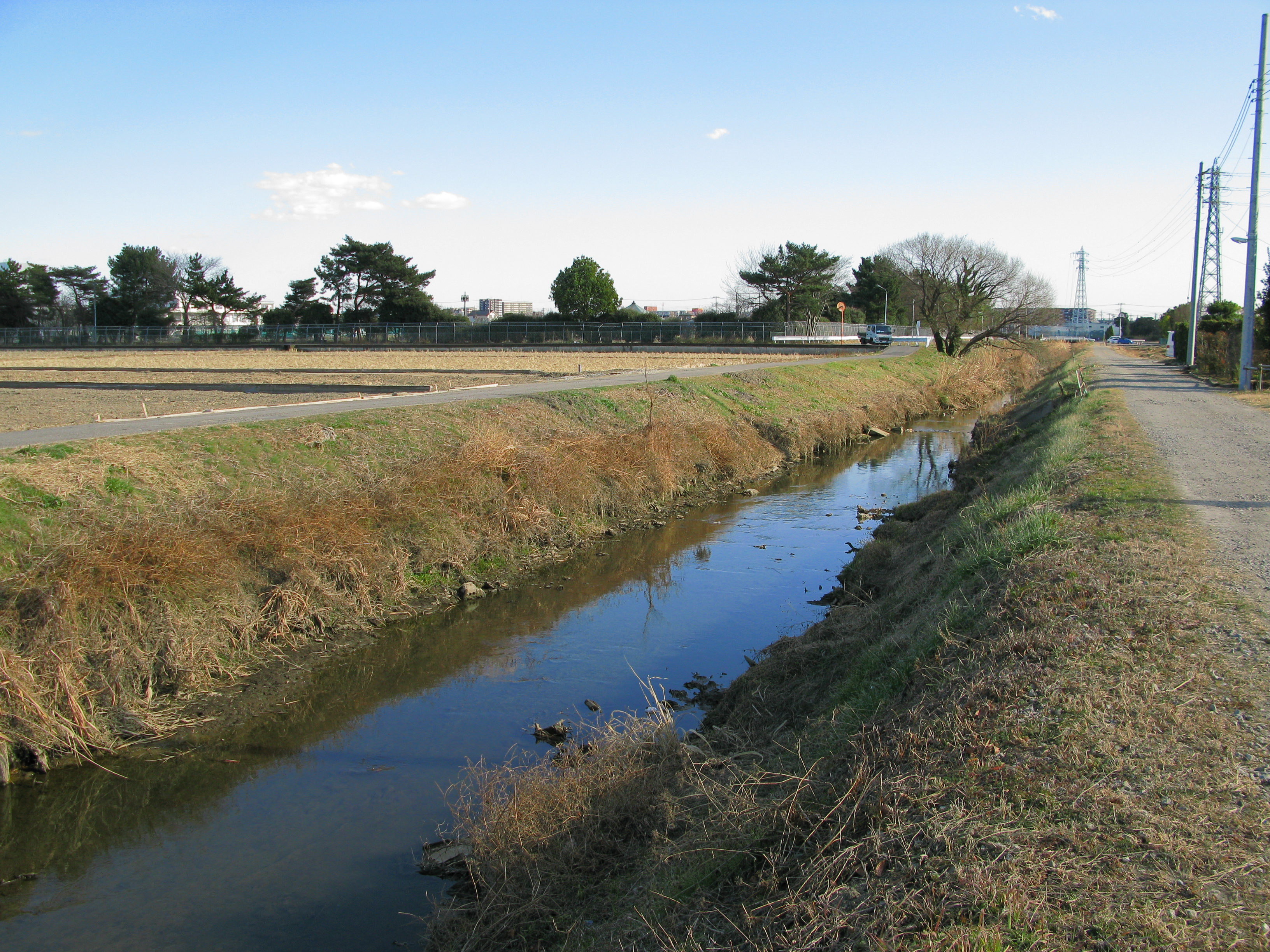
越谷市恩間新田より下流方向を望む

新方川（にいがたがわ）は、埼玉県東部の越谷市やさいたま市岩槻区を流れる利根川水系中川支流の一級河川である。もともと千間堀と呼ばれ、今でも呼ばれている。

## 概要
埼玉県春日部市豊春地区の農地から出た排水が集まり、南流する。やがてさいたま市岩槻区と春日部市の境を流れ、春日部市増田新田とさいたま市岩槻区大字大戸付近でやや東に向きを変える。増田新田地内の越谷市に入る直前、獨協埼玉中学・高校裏手の北西側の地点に「一級河川 新方川」の源流点を示す石標が設置されている。
そして流れをまた東に変え、東武伊勢崎線せんげん台駅の北側を東流、国道4号を越え、直線的な水路は越谷市の北部を流れる。川幅も広がり、段々と南に流れていく。越谷市大吉付近（大吉調節池がある）で古利根川に接近し、そのすぐ下流で葛西用水路と立体交差し、流れを南東に変え、再び東に変え、吉川市との境付近で中川に合流する。
新方川が中川に合流する地点にサギのコロニーがある。

## 歴史
- 1982年（昭和57年）と1986年（昭和61年）の2度にわたり、国の河川激甚災害対策特別緊急事業に指定され、川幅の拡幅や調整池の建設、橋の架け替え事業が行われている。
- 1991年（平成3年）には「新方川をきれいにする会」が設立され、川の清掃や水質調査が行われている。他にも住民向けの環境講座や学生への環境教育なども行っている。2007年（平成19年）には環境大臣表彰を受賞した。
- 2025年（令和7年）
  - 1月28日、埼玉県八潮市道路陥没事故が発生[4]。同月1月30日、事故発生現場への下水の流量を減らす取り組みとして、春日部中継ポンプ場の下水を、新方川を経由して中川に緊急放流する措置が取られた[5]。
  - 3月3日、同上放流措置を終了[6]。

## 橋梁
上流から
- 増田新田（千葉県道・埼玉県道80号野田岩槻線）
- 中堀橋（中堀通）
- 新方川歩道橋
- 名称不明
- 浅間川橋梁（東武伊勢崎線）
- 戸井橋（国道4号）
- 念仏橋
- 廣橋
- 新方川橋（新国道4号バイパス）
- 間久里新田橋
- 大杉橋
- 向畑橋
- 新栄橋
- 白鷺橋
- 定使野橋（埼玉県道・千葉県道19号越谷野田線）

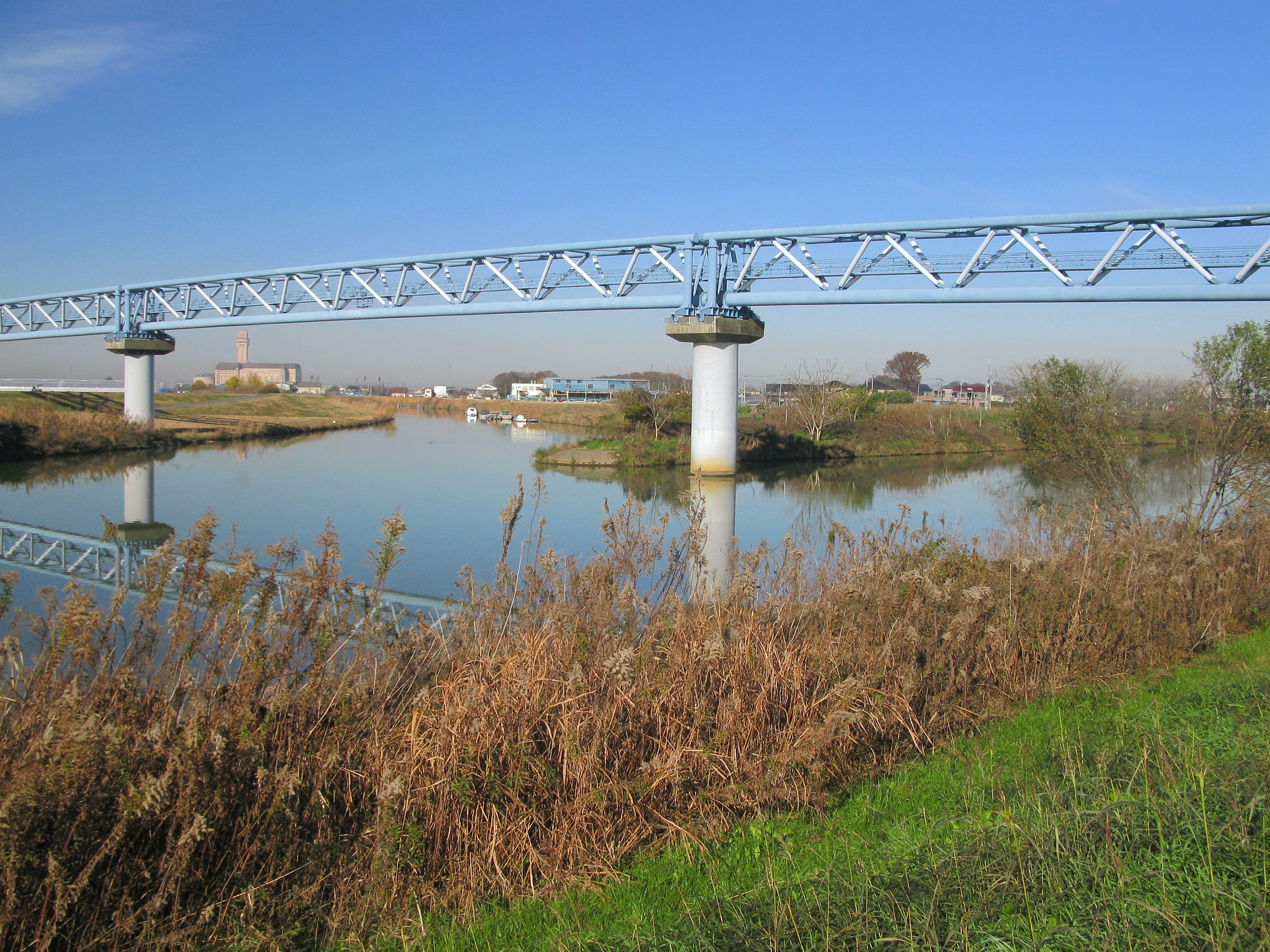
新方川と中川の合流点

- 宮野橋
- 鷹匠橋
- 城之上橋

- 東橋（市役所駅前中央通り）
- 千代田橋
- 増森橋
- 新田橋
- 新増森橋（国道4号・東埼玉道路）
- 昭和橋（埼玉県道102号平方東京線）

## 河川施設
- 大吉調節池